# Arbecey
Arbecey ist eine Gemeinde im französischen Département Haute-Saône in der Region Bourgogne-Franche-Comté.

## Geographie
Arbecey liegt auf einer Höhe von 282 m über dem Meeresspiegel, vier Kilometer nordöstlich von Combeaufontaine und etwa 21 Kilometer nordwestlich der Stadt Vesoul (Luftlinie). Das Dorf erstreckt sich im Nordwesten des Departements, in der leicht gewellten Landschaft der Hochfläche von Combeaufontaine westlich der Saône.
Die Fläche des 16,71 km² großen Gemeindegebiets umfasst einen Abschnitt im Bereich des Plateaus westlich des Saônetals. Der zentrale Teil des Gebietes wird von der Mulde von Arbecey eingenommen, die vom Ruisseau de l'Étang entwässert wird. Dieser gehört topographisch zum Einzugsgebiet des Ravin. Ansonsten gibt es keine oberirdischen Fließgewässer, weil das Niederschlagswasser im verkarsteten Untergrund versickert. Der Gouffre de Deujeau führt zu einem unterirdischen Bach. Die Mulde liegt durchschnittlich auf 270 m und wird überwiegend landwirtschaftlich genutzt. Flankiert wird die Mulde auf ihrer Nordseite von den Hügeln La Manouse (312 m), La Caillotte (311 m) und Haut de Queuchot (311 m). Nach Süden und Südosten erstreckt sich das Gemeindeareal in ausgedehnte Waldgebiete mit den Höhen von Chatey (334 m), Grand Bois und Bois de Chargey. Hier wird mit 361 m die höchste Erhebung von Arbecey erreicht.
In geologischer Hinsicht befindet sich Arbecey in einem Übergangsgebiet. Der südliche Teil besteht aus einer Wechsellagerung von kalkigen und sandig-mergeligen Sedimenten der mittleren Jurazeit, während im Norden ältere Schichten der unteren Jurazeit (Lias) zutage treten. Das Gebiet wird durch zahlreiche Verwerfungen unterteilt.
Nachbargemeinden von Arbecey sind Augicourt, Lambrey und Aboncourt-Gesincourt im Norden, Purgerot und Chargey-lès-Port im Osten, Scey-sur-Saône-et-Saint-Albin, La Neuvelle-lès-Scey und Combeaufontaine im Süden sowie Semmadon im Westen.

## Geschichte
Überreste aus der gallorömischen Epoche weisen auf eine frühe Besiedlung des Gebietes hin. Erstmals urkundlich erwähnt wird Arbecey im Jahr 1196. Im Mittelalter gehörte das Dorf zur Freigrafschaft Burgund und darin zum Gebiet des Bailliage d’Amont. Die lokale Herrschaft hatte das Kloster Faverney inne, das hier eine Kirche und ein Schloss erbauen ließ. Im Jahr 1676 erhielten die Bewohner Freiheitsrechte zugesprochen. Zusammen mit der Franche-Comté gelangte Arbecey mit dem Frieden von Nimwegen 1678 definitiv an Frankreich. Zu einer Gebietsveränderung kam es 1972, als Arbecey mit Purgerot fusioniert wurde. Bereits fünf Jahre später erhielt es jedoch seine Eigenständigkeit als Gemeinde wieder zurück. Seit Januar 2008 ist Arbecey Mitglied des 10 Ortschaften umfassenden Gemeindeverbandes Communauté de communes des Belles Fontaines.

## Sehenswürdigkeiten
Die Dorfkirche wurde im 19. Jahrhundert neu erbaut. Aus dem 17. Jahrhundert stammt die Kapelle Saint-Jean. Ruinen eines Schlosses, das im 17. Jahrhundert von den Benediktinern von Saint-Vanne errichtet wurde, sind erhalten.

## Bevölkerung
| Jahr                       | 1962 | 1968 | 1975 | 1982 | 1990 | 1999 | 2006 |
| Einwohner                  | 285  | 272  | -    | 206  | 226  | 234  | 243  |
| Quellen: Cassini und INSEE |      |      |      |      |      |      |      |

Mit 236 Einwohnern (1. Januar 2022) gehört Arbecey zu den kleinen Gemeinden des Département Haute-Saône. Nachdem die Einwohnerzahl in der ersten Hälfte des 20. Jahrhunderts deutlich abgenommen hatte (1881 wurden noch 739 Personen gezählt), wurden seit Mitte der 1970er Jahre nur noch geringe Schwankungen verzeichnet.

## Wirtschaft und Infrastruktur
Arbecey war bis weit ins 20. Jahrhundert hinein ein vorwiegend durch die Landwirtschaft (Ackerbau, Obstbau und Viehzucht) und die Forstwirtschaft geprägtes Dorf. Heute gibt es einige Betriebe des lokalen Kleingewerbes. Der Ort ist bekannt für seine Weihnachtsbaumplantagen. In den letzten Jahrzehnten hat sich das Dorf zu einer Wohngemeinde gewandelt. Viele Erwerbstätige sind deshalb Wegpendler, die in den größeren Ortschaften der Umgebung ihrer Arbeit nachgehen.
Der Ort liegt abseits der größeren Durchgangsachsen an einer Departementsstraße, die von Combeaufontaine nach Faverney führt. Weitere Straßenverbindungen bestehen mit La Neuvelle-lès-Scey, Semmadon, Augicourt und Mercey.